# 生きがいしごとサポートセンター
生きがいしごとサポートセンターは、兵庫県が阪神・播磨地域で展開する就職・起業の就労支援を実施する施設である。

## 概要
2000年設立。最初は1箇所だったが、その後阪神・播磨地域に6つのセンターを構えるようになった。
近年の大量失業時代において、地域との結びつきの回復や、就労者の生きがいを感じながら仕事に就労できる環境づくりの提供を目指している。また地域の結びつきが殺がれる今日、地域再生をビジネス（経営）という手法で展開する「コミュニティ・ビジネス」の促進を薦めている。

## これまでの実績
2000年から2009年度まで、743の法人・団体が起業をおこし、そこに6117人が従業するようになった。また就職を果たした人は2629人、ボランティア（有償・無償を含む）は3262人が就いた。（生きサポパンフレットから）

## センター一覧
センターはいずれも兵庫県からの委託を受けた社団、または特定非営利活動法人が運営を行っている
- 「阪神北 CDC」（宝塚市、「特定非営利活動法人宝塚NPOセンター」）
- 「阪神南 105（トーゴ）」（西宮市、「特定非営利活動法人コミュニティ事業支援ネット」）
- 「神戸東 ワラビー」（神戸市、「特定非営利活動法人コミュニティ・サポートセンター神戸」）
- 「神戸西 NEXT」（同、「特定非営利活動法人しゃらく」）
- 「播磨東」（明石市、「一般社団法人エミライフ創研」）
- 「播磨西」（姫路市、「特定非営利活動法人コムサロン21」）